# Mittelsberg
Der Mittelsberg bei Willingen ist ein 801 m ü. NHN hoher Berg des Rothaargebirges im Landkreis Waldeck-Frankenberg in Nordhessen (Deutschland).

## Geographische Lage
Der Mittelsberg liegt im Upland, dem Nordostteil des Rothaargebirges, im Naturpark Diemelsee. Sein Gipfel erhebt sich knapp 1,5 km südlich von Willingen-Hoppern. Vom Gipfel sind es knapp 1.050 m (je Luftlinie) in Richtung Südwesten bis zur Grenze zu Nordrhein-Westfalen und damit zum Hochsauerlandkreis. Passiert wird der bewaldete Berg an seiner Westflanke vom Oberlauf der Hoppecke und an der Ostflanke von deren Zufluss Ruthenaar.
Zu den Nachbarbergen des Mittelbergs gehören Ettelsberg (837,7 m) im Osten, Mühlenkopf (ca. 815 m) im Ostsüdosten, Hegekopf (842,9 m) im Südsüdosten, Clemensberg (ca. 837 m) im Südsüdwesten sowie, jeweils jenseits des Hoppecketals, Langenberg (843,2 m) im Westen und Hoppernkopf (805 m) im Nordnordwesten.

## Naturräumliche Zuordnung
Der Mittelsberg gehört in der naturräumlichen Haupteinheitengruppe Süderbergland (Nr. 33), in der Haupteinheit Rothaargebirge (mit Hochsauerland) (333) und in der Untereinheit Winterberger Hochland (333.5) zum Naturraum Langenberg (333.58). Die Landschaft fällt nach Norden in den Naturraum Inneres Upland (333.90) ab, einem Teil der Untereinheit Upland (333.9).